# Belgiens Grand Prix 1963
Belgiens Grand Prix 1963 var det andra av tio lopp ingående i formel 1-VM 1963.  

## Resultat
1. Jim Clark, Lotus-Climax, 9 poäng
2. Bruce McLaren, Cooper-Climax, 6
3. Dan Gurney, Brabham-Climax, 4
4. Richie Ginther, BRM, 3
5. Joakim Bonnier, R R C Walker (Cooper-Climax), 2
6. Carel Godin de Beaufort, Ecurie Maarsbergen (Porsche), 1
7. Tony Maggs, Cooper-Climax (varv 27, olycka)
8. Tony Settember, Scirocco-BRM (25, olycka)

### Förare som bröt loppet
- John Surtees, Ferrari (varv 19, insprutning)
- Graham Hill, BRM (17, växellåda)
- Lucien Bianchi, Reg Parnell (Lola-Climax) (17, olycka)
- Jim Hall, BRP (Lotus-BRM) (16, olycka)
- Jo Siffert, Siffert Racing Team (Lotus-BRM) (16, olycka)
- Phil Hill, ATS (13, växellåda)
- Jack Brabham, Brabham-Climax (12, insprutning)
- Chris Amon, Reg Parnell (Lola-Climax) (10, oljeläcka)
- Innes Ireland, BRP-BRM (9, växellåda)
- Willy Mairesse, Ferrari (7, insprutning)
- Giancarlo Baghetti, ATS (7, växellåda)
- Trevor Taylor, Lotus-Climax (5, kroppsligt)